# Apomempsoides
Apomempsoides – rodzaj chrząszczy z rodziny kózkowatych i podrodziny zgrzypikowych.

## Zasięg występowania
Przedstawiciele tego rodzaju występują w Afryce Środkowej.

## Systematyka
Do Apomempsoides należą 2 gatunki:
- Apomempsoides parva
- Apomempsoides trispinosa